# Gartenhyazinthe
Die Gartenhyazinthe (Hyacinthus orientalis) ist eine Pflanzenart aus der Gattung der Hyazinthen (Hyacinthus) in der Familie der Spargelgewächse (Asparagaceae).

## Merkmale
Die Gartenhyazinthe ist eine ausdauernde Zwiebelpflanze, die Wuchshöhen von 15 bis 40 Zentimetern erreicht. Bei der Wildform sind (4) 6 bis 8 Blätter mit einer Breite von 0,4 bis 1,5 Zentimeter vorhanden, bei Sorten sind sie 1 bis 3 (4) Zentimeter breit. Die Blätter sind aufrecht, rinnig und haben eine Kapuzenspitze. Die Blüten der Wildform sind violettblau, selten auch weiß. Die Perigonzipfel von Hyacinthus orientalis subsp. orientalis sind 1/2 bis 4/5 so lang wie die Röhre, bei Hyacinthus orientalis subsp. chionophilus sind sie so lang wie die Röhre.
Die Blütezeit ist im April, manchmal auch noch im Mai.
Die Chromosomenzahl beträgt 2n = 16, doch kommen auch die Zahlen 24, 25, 26, 27, 28 und 30 vor.

## Vorkommen
Die Unterart Hyacinthus orientalis subsp. orientalis stammt ursprünglich aus der Süd-Türkei und West-Syrien bis ins nördliche Israel und wurde in Süd-Frankreich, Italien und auf dem südlichen Balkan eingebürgert. Sie wächst auf Kalkfelshängen und in Gebüschen in Höhenlagen von 400 bis 1.600 Metern. Hyacinthus orientalis subsp. chionophilus kommt in der südlichen Zentraltürkei auf Kalkhängen, Schotter und Klippen, oft an schmelzendem Schnee, in Höhenlagen von 1.600 bis 2.500 Metern vor.

## Systematik
Zwei Unterarten sind beschrieben worden:
- Hyacinthus orientalis subsp. orientalis: Sie kommt ursprünglich von der südlichen Türkei bis ins nördliche Israel vor.[2]

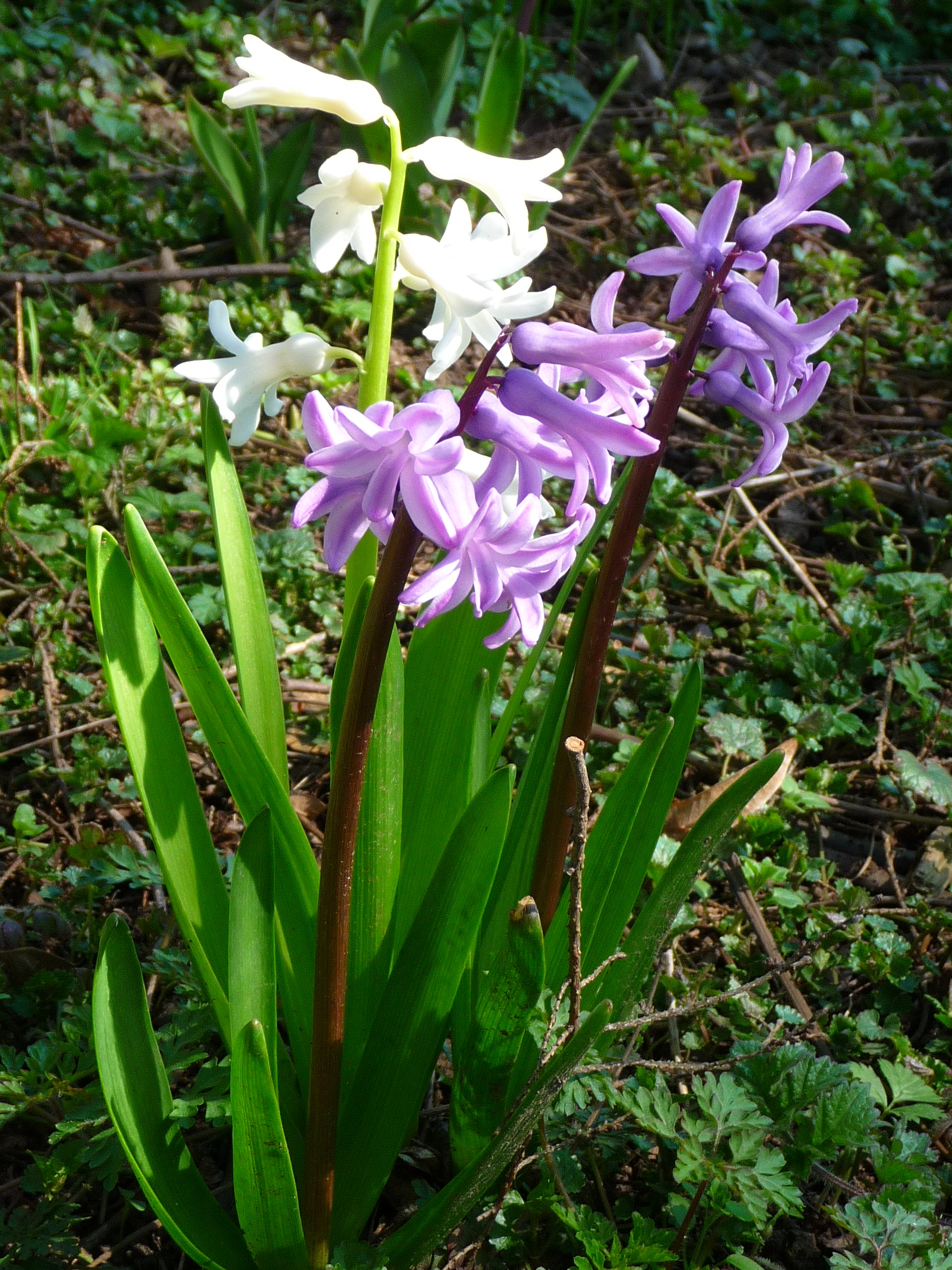
Hyacinthus orientalis

- Hyacinthus orientalis subsp. chionophilus Wendelbo: Sie kommt in der südlichen und zentralen Türkei vor.[2]

## Nutzung
Die Gartenhyazinthe wird verbreitet als Zierpflanze in Rabatten, Schalen und in der Treiberei genutzt. In der Parfümindustrie Südfrankreichs wurde sie zur Duftstoffgewinnung genutzt, bis Phenylacetaldehyde eingesetzt wurden. Im Orient ist sie seit dem Altertum, in Mitteleuropa seit ungefähr 1560 in Kultur. Es sind über 100 Sorten bekannt. Diese haben 20 bis 40 Blüten, deren Farbspektrum blass- bis dunkelviolettblau, blass- bis dunkelrosa, rot, hell- bis dunkelgelb, orange, lachsfarbig und weiß umfasst. Die Blüten können auch gefüllt sein.